# Beinn Liath Mhòr Fannaich
Der Beinn Liath Mhòr Fannaich ist ein als Munro und Marilyn eingestufter, 954 m (3.130 ft) hoher Berg in den schottischen Highlands. Sein gälischer Name kann in etwa mit Großer grauer Berg von Fannaich übersetzt werden. Er liegt in der Berggruppe der Fannichs, gut 50 Kilometer nordwestlich von Inverness.
Anders als der südwestlich benachbarte, anhand seines Gipfelkegels leicht erkennbare Sgùrr Mòr liegt der breite und massige Beinn Liath Mhòr Fannaich nicht in der Hauptkette der Fannichs. Der Beinn Liath Mhòr Fannaich besitzt ein breites Gipfelplateau in Ost-West-Richtung, der höchste, durch einen Cairn markierte Punkt liegt am Westende des Plateaus. Nach Südwesten führt ein kurzer Grat über einen Sattel auf rund 850 m Höhe zur Hauptkette und zum Südostgrat des mit 1.109 m (3.638 ft) deutlich höheren Sgùrr Mòr. Während dieser Grat nach Nordwesten mit steilen Felswänden in das Coireag Bàrr an Fiodh abfällt, ist die Südostseite des Bergs weniger steil und von Grashängen geprägt. Sie umschließt zusammen mit einem Grat, der von einem namenlosen Vorgipfel des Sgùrr Mòr nach Südosten ausgeht, das Fuar Tholl Beag, das steil bis zum kleinen Loch Lì abfällt. Vom Gipfelplateau des Beinn Liath Mhòr Fannaich gehen zwei Grate parallel nach Osten aus, ein weiterer verläuft zunächst nach Norden und wendet sich dann ebenfalls nach Osten. Der südlichste der drei Grate endet im 756 m (2.480 ft) hohen Vorgipfel Creag Dubh Fannaich, die beiden anderen sind deutlich kürzer und umschließen das steile und auf seiner Südseite felsige Coire Gorm.

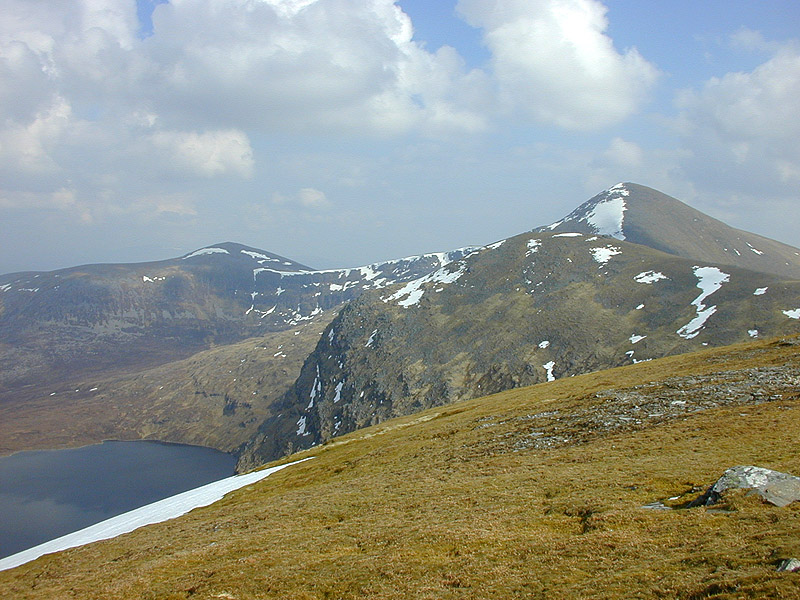
Blick vom Meall a’ Chrasgaidh zum Beinn Liath Mhòr Fannaich (links) und Sgùrr Mòr (rechts)
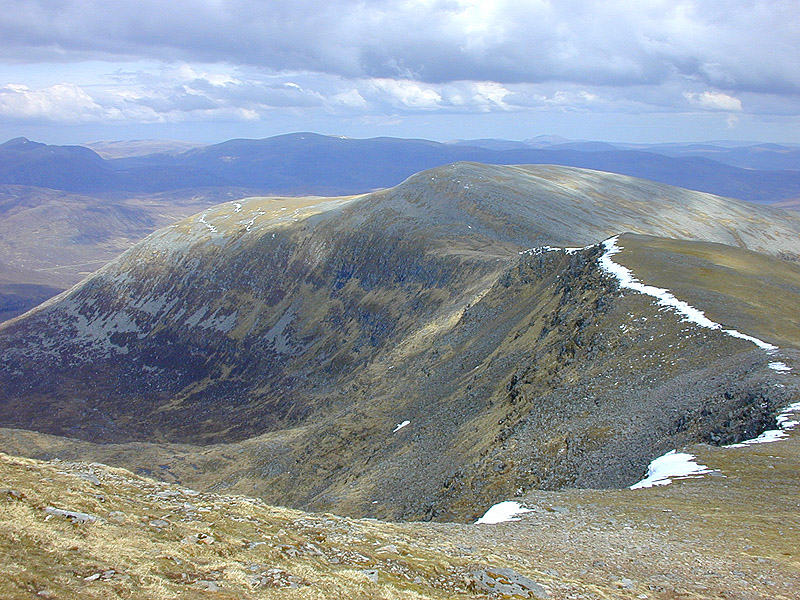
Blick vom Sgùrr Mòr über den Verbindungsgrat zum Beinn Liath Mhòr Fannaich
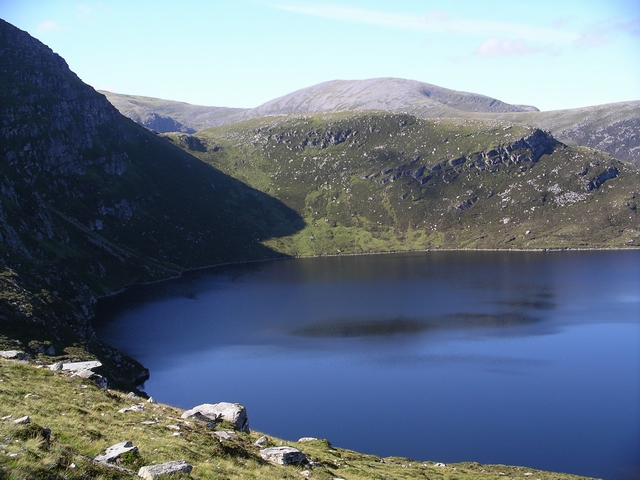
Loch Gorm unterhalb des Meall Gorm, dahinter das breite Gipfelplateau des Beinn Liath Mhòr Fannaich
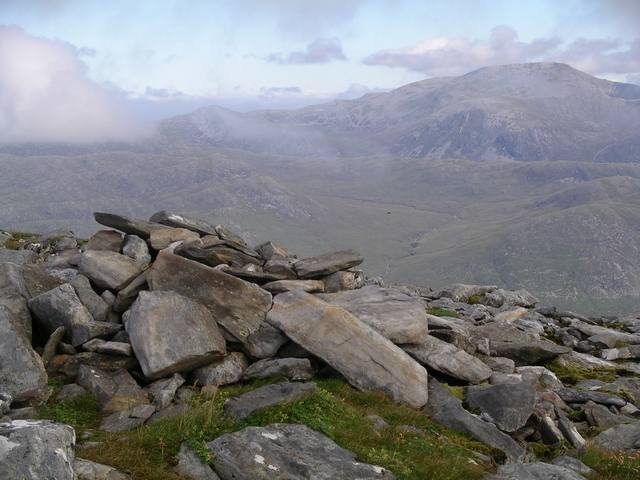
Ein Cairn am Ostende des Gipfelplateaus des Beinn Liath Mhòr Fannaich, im Hintergrund der Beinn Dearg

Die zentrale Kette der Fannichs liegt abseits öffentlicher Straßen und erfordert relativ lange Anstiege. Viele Munro-Bagger besteigen den Beinn Liath Mhòr Fannaich im Rahmen einer Rundtour über weitere Munros der Bergkette, meistens über den Sgùrr Mòr und den Meall Gorm. Ausgangspunkt für diese Tour ist ein Parkplatz an der Torrandhu Bridge. Die A835 quert an dieser Stelle den Abhainn an Torrain Duibh, den westlichen Zufluss von Loch Glascarnoch, dessen Quellbäche an der Ostflanke der Fannichs entspringen. Entlang dieser Wasserläufe führt der Zustieg weitgehend weglos zum Ostgrat des Beinn Liath Mhòr Fannaich und auf diesem zum Gipfel. Die Rundtour führt weiter über den Südwestgrat zum Gipfel des Sgùrr Mòr. Alternativ kann als erster Gipfel der 923 m (3.028 ft) hohe An Coileachan, der südöstlichste Munro der Fannichs, über seine Nordflanke erreicht werden. Von dessen Gipfel führt die Rundtour über den Meall Gorm und die Südostflanke des Sgùrr Mòr zum Südwestgrat des Beinn Liath Mhòr Fannaich. Eine weitere Zustiegsmöglichkeit besteht aus Richtung Süden über den Südgrat des Meall Gorm. Ausgangspunkt ist die Fannich Lodge am Ufer von Loch Fannich, die allerdings nur per Mountain Bike über eine nicht öffentliche Fahrpiste erreicht werden kann.